# Trannes
Trannes é uma comuna francesa na região administrativa de Grande Leste, no departamento de Aube. Estende-se por uma área de 10,11 km². Em 2010 a comuna tinha 238 habitantes (densidade: 23,5 hab./km²).